# Aristobrotica discreta
Aristobrotica discreta es un coleóptero de la familia Chrysomelidae. Fue descrita científicamente por primera vez en 1921 por Weise.